# 鍋島茂紀
鍋島 茂紀（なべしま しげのり）は、江戸時代前期から中期にかけての武士。肥前国佐賀藩士。武雄鍋島家4代当主。23代佐賀藩自治領武雄領主。文献の中では鍋島若狭や鍋島十左衛門の名で呼ばれることが多い。

## 生涯
寛永19年（1642年）、22代武雄領主・鍋島茂和の子として誕生。生母が正室・諫早直孝の娘の御供の女中であり茂和が正室を憚ったため、密かに諫早で養育されることとなったが、正室に子が生まれなかったため、承応元年（1652年）に武雄に呼び戻されている。
寛文2年（1662年）に家督を相続するが、ちょうどこの時期は、佐賀藩政において龍造寺四家（諫早、武雄、多久、須古）が交代で独占していた請役（藩務を総理する執政職）の一部に鍋島一門（白石家、横岳家）を任命し、龍造寺一門の力を減じようという動きが見られた時期であった。
しかしながら、寛文12年（1672年）になると、請役には茂紀と共に多久茂矩が就任し、龍造寺一門が二人体制で請役を務める龍造寺執政体制が復活する。なお、この当時の記録によると、茂紀は宗門改役も担当していたようである。貞享元年（1684年）になると、請役には茂紀と共に多久茂矩、諫早茂元が任じられ、請役は龍造寺系三人体制となる。その後、貞享4年（1687年）、請役一人体制となり、その際請役には茂紀が任命されている。
なお、これらに先立つ寛文5年（1665年）に慶長7年（1602年）以来続いていた江戸証人の制度が廃止されている。これは、佐賀藩鍋島氏の他、龍造寺四家も江戸に人質を差し出す制度であり、その廃止によって、武雄鍋島家は江戸に人質を差し出す必要がなくなった。元禄6年（1693年）7月、茂紀は、筑前国黒田藩との境界争いの際に藩主の代理として多久茂文と共に幕府の派遣役人の臨検に立ち会っている。
元禄12年（1699年）5月、佐賀藩3代藩主・鍋島綱茂は、龍造寺四家に対し親類同格の地位を与える。これは、それまで親類として扱われてきた鍋島一門（白石鍋島、川久保神代、久保田村田、村田鍋島）と龍造寺四家（諫早、武雄、多久、須古）の間に一線を画し、前者を「親類」とし、後者を「親類同格」として「親類」の下に位置づけるという階層秩序を取り入れるものであった。このように、茂紀が武雄領主であった時代は、武雄鍋島家を含む龍造寺四家の身分的地位の変容・定着期であったといえる。
正徳6年（1716年）、死去。跡を茂正が継いだ。